# Nocturnal Rites
Nocturnal Rites es una banda de power metal proveniente de Umeå, Suecia, formada en 1990.

## Inicios
Nocturnal Rites fue formada en 1990 por Fredrik Mannberg (miembro actual y líder de la banda) en la guitarra y voz, junto a Tommy Eriksson en la batería, y Nils Eriksson en el bajo (miembro actual), la banda se llamaba originalmente Necronomic, aunque deciden cambiar el nombre en el mismo 1990.
Se dan a conocer a través de un demo al que titularon “Demo 1” el cual contenía 4 canciones de death metal, género musical que mantuvieron para un segundo demo al que titularon “Promo 1992”, con otros dos temas death, pero en donde se puede apreciar ya un intento por recrear un sonido más melódico.
Nocturnal Rites no terminaba de “despegar”, y es con la incorporación en sus filas a finales en el 92, del guitarrista Mikael Soderstrom y del baterista Ulf Andersson, cuando comienzan un trabajo mucho más serio, dando continuidad a ese cambio de estilo que los encaminaba hacia un sonido más cercano al heavy metal clásico, solo que la voz de Fredrik no encajaba en dicho estilo, así que deciden buscar, ya en 1993, un vocalista que se acoplara a la nueva estructura con que Nocturnal Rites probaría suerte, es así como llega a la banda Anders Zackrisson.
Ya con su alineación definida, un estilo con una gran influencia del sonido de Iron Maiden, y con el material suficiente para ello, comienzan a enviar su grabación a varias casas disqueras, es así como ya para 1995, nace el primer álbum de Nocturnal Rites, al que titularon “In a Time of Blood and Fire”, logrando despertar el interés en la banda entre los pocos que pudieron enterarse de este trabajo, ya que la promoción y distribución del mismo fue bastante pobre por parte de “Megarock Records”, subcontratados estos por la gente de “Dark Age”, quienes tenían los derechos sobre la banda.
Quizás en Megarocks nunca pensaron que Nocturnal Rites podía llegar hasta donde lo ha hecho hoy en día, sin embargo y en contraste a la importancia que les dio su sello discográfico, las críticas del álbum en todo el mundo fueron muy positivas y esperanzadoras.

## Consolidación
El guitarrista Mikael Soderstrom decide dejar la banda mientras trabajaban en su segundo álbum siendo reemplazado por Nils Norberg, lo que le dio a Nocturnal Rites un toque perfecto para comenzar a explorar nuevos sonidos orientados hacia el Power Melódico, sin perder su toque de Heavy Clásico, Nils Norberg encajó a la perfección en la banda, un joven músico con talento tanto para tocar como para componer, lo que quedó plasmado en su segundo álbum, “Tales of Mystery and Imagination” que a finales de 1997 se lanzó en Japón, Pero Dark Age no estaba satisfecha con Megarock, por lo ya comentado y lo visto con este primer lanzamiento para Japón, así que buscando un mejor lanzamiento en Europa, deciden tocar las puertas de Century Media y estos, no dudaron en contratarlos.
El disco salió en marzo de 1998 en Europa, lo que marca el despegue definitivo de Nocturnal Rites en la escena metalera con ese extraordinario trabajo como lo es “Tales of Mystery and Imagination”, el cual les aseguró su primera gira promocional.
El tercer Álbum “The Sacred Talisman” que vio luz en mayo del 99 con la novedad de la inclusión en las filas de la banda en los teclados de Mattias Bernhardsson y un nuevo baterista Owe Wulf Lingvall mostraba ya, además de una continuidad en su sonido, una solidez contundente que hacía ver la madurez alcanzada por sus miembros, todo un éxito entre sus seguidores y que los embarcó en una nueva gira europea, esta vez al lado de Nevermore y Lefay, solo dos semanas después del lanzamiento oficial del disco, al terminar dicha gira, la banda y el cantante Anders Zackrisson decidieron andar caminos diferentes, Anders deja a Nocturnal Rites y fue rápidamente sustituido por el cantante de la antigua banda del nuevo baterista Owe, es así como llega al grupo un nuevo vocalista Jonny Lindkvist, un experimentado cantante con un estilo totalmente diferente al de Anders, esto inevitablemente, lleva a la banda hacia nuevos horizontes.
Así llegamos al “Afterlife” (2000) cuarto trabajo que nos presenta oficialmente a Jonny Lindgvist, mostrando una cara nueva y fresca para Nocturnal Rites, donde experimentan hacia nuevos sonidos, mucho más power metal, mucho más actual, dejando atrás ese sonido heavy clásico.
Jonny se ganó rápidamente la simpatía de todos e inyectó a Nocturnal Rites gran fuerza con su función de frontman, luego de esto la banda se une en una gira europea con Iron Savior, y tras varios festivales y conciertos en Suecia, empezaron a trabajar en su siguiente álbum “Shadowland” (2002), seguido de “New World Messiah” (2004), que sigue esa línea evolutiva. 
El álbum "Grand Illusion" sale a la venta en el 2005, el cual incluyó invitados especiales como Jens Johansson (Stratovarius), Henrik Danhage (Evergrey), Kristoffer W. Olivius (Naglfar), o Stefan Elmgren (Hammerfall).
La banda compartió escenarios en varios tours junto a Nightwish, Gamma Ray, HammerFall y Labyrinth, tocando en festivales como el Wacken Open Air, Sweden Rock, y Gates of Metal.
En 2017 editan el álbum "Phoenix", a través del sello AFM, luego de una pausa de diez años sin material nuevo.

## Formación

### Miembros actuales
- Fredrik Mannberg - Guitarra rítmica
- Jonny Lindkvist - Vocalista
- Nils Eriksson - Bajo
- Owe Lingvall - Batería
- Per Nilsson - Guitarra

### Miembros anteriores
- Anders Zackrisson - Voz
- Mikael Söderström - Guitarra rítmica
- Ulf Andersson - Batería
- Mattias Bernhardsson - Teclados
- Tommy Eriksson - Batería (sólo en demos)
- Nils Norberg - Guitarra líder

## Discografía

### Álbumes de estudio
- In a Time of Blood and Fire (1995)
- Tales of Mystery and Imagination (21 de abril de 1998)
- The Sacred Talisman (11 de mayo de 1999)
- Afterlife (13 de noviembre de 2000)
- Shadowland (27 de mayo de 2002)
- New World Messiah (4 de marzo de 2004)
- Grand Illusion (19 de septiembre de 2005)
- The 8th Sin (28 de mayo de 2007)
- Phoenix (11 de septiembre de 2017)

Miscelánea
- Lost in Time - The Early Years of Nocturnal Rites - compilado (2005)
- Nocturnal Rites/Falconer - split (2005)

### Video clips
- Still Alive
- Awakening
- Against the World
- Avalon
- Fools Never Die
- Demons at the Opera
- Never Again
- A Heart as Black as Coal
- Repent My Sins
- What's Killing Me